# Acrolophus jalapae
Acrolophus jalapae är en fjärilsart som beskrevs av Walsingham 1900. Acrolophus jalapae ingår i släktet Acrolophus och familjen Acrolophidae. Inga underarter finns listade i Catalogue of Life.